# Poems and Translations
Poems and Translations – pierwszy tomik poetycki Emmy Lazarus wydany drukiem w 1867 roku.
Emma Lazarus zaczęła publikować poezję w latach 60. i 70. XIX wieku, w tym przekłady wierszy z języka niemieckiego. W 1866 roku jej ojciec zlecił prywatne wydanie zbioru utworów napisanych przez nią w wieku od czternastu do szesnastu lat . Publikacja była rezultatem uznania przez ojca jej wybitnego talentu poetyckiego, a zarazem początkiem jej kariery literackiej . Rok później ukazał się drukiem tom Poems and Translations (wyd. Hurd and Houghton, Nowy Jork 1867) . Wkrótce po ukazaniu się tomiku Lazarus nawiązała kontakt z Ralphem Waldo Emersonem, do którego wysłała egzemplarz książki w 1868 roku. Emerson, będący już wówczas znanym pisarzem i myślicielem, odpowiedział entuzjastycznie, chwaląc jej twórczość, udzielając wskazówek oraz polecając lektury . Relacja ta przerodziła się w długoletnią korespondencję, a sam Emerson przez pewien czas pełnił wobec Lazarus rolę mentora .